# Like a Virgin (album)
Like a Virgin drugi je studijski album američke pjevačice Madonne izdan 12. studenoga 1984. pod diskografskom kućom Sire Records. Album je doživio svjetsko reizdanje sljedeće godine, kada je na album uvrštena nova pjesma "Into the Groove". Warner Bros. Records 2001. godine izdaje remasteriranu verziju s dvjema novim obradama. Nakon izdavanja i uspjeha debitantskog albuma Madonna je željela učvrstiti položaj u glazbenoj industriji na temelju uspjeha prvog albuma. Međutim, odlučila je kako želi imati veću kontrolu nad stvaranjem albuma te da želi biti jedna od producenata. Za glavnog producenta izabran je Nile Rodgers zbog njegovog rada s Davidom Bowiejem. 
Album je snimljen u jednom njujorškom studiju. Rodgersu su bivše kolege iz grupe Chic pomagale na stvaranju albuma. Tako je Edwards bio basist, a Tony Thompson bubnjar. Rodgers je odlučio biti gitarist, ali je ipak tu ulogu tražio Edwards u zamjenu za pomoć oko albuma. Jason Corsaro, audio injženjer, natjerao je Rodgersa na korištenje digitalnog snimanja, nove tehonlogije za koju je Corsaro vjerovao da je budućnost snimanja. Madonna je bila prisutna na snimanjima, te je vjerovala da su joj pjesme puno snažnije u usporedbi s prvim albumom. Naslovnicu albuma je snimio Steven Meisel. Madonna je željela napraviti provokativnu naslovnicu i ime albuma kao usporedbu svoga imena Madonna i katoličkog imena za Djevicu Mariju, te kršćanskog koncepta bezgrešnog začeća.
Like a Virgin nije odmakao od svog prethodnika, ali je materijal na albumu bio snažniji. Osim s Rodgersom, Madonna je surađivala i s bivšim dečkom Stevenom Brayom, koji je producirao većinu pjesama s albuma. Na albumu je prevladavao dance-pop zvuk, ali i elementi synthpopa i New wave glazbe. Nakon objavljivanja, album je primio različite komentare kritičara, ali je bio velika komercijalna uspješnica. Ovo je bio Madonnin prvi broj 1 na Billboard 200 ljestvici, dok je u Top 10 dospio u Njemačkoj, Italiji, Nizozemskoj, Novom Zelandu, Španjolskoj i Ujedinjenom Kraljevstvu. Albumu je Recording Industry Association of America (RIAA) dodijelila dijamantnu certifikaciju za prodanih deset milijuna primjeraka u Sjedinjenim Državama. U svijetu je album prodan u 21 milijun primjeraka, što ga dovodi na popis najprodavanijih albuma svih vremena.
S albuma je objavljeno pet singlova, od kojih su "Like a Virgin" i "Material Girl" bili svjetski hitovi, te "Into the Groove" kao prvi britanski broj 1. U svrhu promocije albuma. Madonna je održala svoju prvu koncertnu turneju The Virgin Tour, koja je posjetila samo gradove Sjeverne Amerike. Like a Virgin je postao značajna kulturna tvorevina osamdesetih godina. Madonna je dokazala da ju ne treba otpisati, naprotiv, učvrstila je sebe kao novu glazbenu snagu na koju treba misliti. Njezine pjesme su izazivale kritiku konzervativaca i imitacije mlađe ženske populacije, posebice "Material Girl" i "Like a Virgin".

## Pozadina
Bivša plesačica klubova u New Yorku, Madonna Louise Ciccone postala je svjetu poznata jednostavno kao Madonna, izdavanjem debitantskog albuma iz 1983. Madonna. Album, s pjesmama predvodnicama "Holiday", "Lucky Star" i "Borderline", je postao jedan od najprodavanijih albuma 1983. godine, te je doveo Madonnu na mjesto najzanimljivijeg novog umjetnika osamdesetih. Madonna je imala osjećaj kako ju je album doveo na mjesto dance kraljice, te je željela učvrstiti taj položaj i drugim albumom. Rekla je: "Moj posao, moje odluke - tvrdoglavost za izdavanje albuma Madonna se isplatila. Sada je vrijeme da učvrstim svoju budućnost."
Za Like a Virgin je Madonna odabrala biti jedan od producenata, osjećajući potrebu za kontrolom nad stvaranjem albuma. Vjerovala je da ne može ovisiti o producentima koji bi sami bili zaduženi za stvaranje albuma. Madonna je rekla: "Naučila sam svoju lekciju kada smo stvarali moj debitanrski album, i to kako me Lucas napustio sa svim projektima, ne možete vjerovati muškarcima." - osvrćući se na nesporazum koji su imali Reggie Lucas i Madonna za vrijeme stvaranja debitantskog albuma, te kada je Lucas zatim otkazao suradnju na pola posla. Međutim, Warner Bros. Records nije Madonni želio dati svu umjetničku slobodu koju je ona htjela. Madonna se morala boriti s njima, te ih uvjeravati zašto želi kontrolu nad albumom. Madonna je komentirala:
"Warner Bros. Records je hijerarhija starih muškaraca, a ta šovinističa okolina me doživljava kao malu seksi curicu. Morala sam ih uvjeravati u suprotno, što znači da sam se osim dokazivanja pred svojim fanovima, morala dokazatio i vlastitoj diskografskoj kući. To se dođaga kada ste curica. To se nikada ne bi dogodilo Princeu ili Michael Jacksonu. Morala sam sve sama napraviti i teško je uvjeravati ljude da ste vrijedni ugovora. Nakon toga sam imala problema kako uvjeriti diskografsku kuću da imam puno više za ponuditi od jednog albuma. Morala sam pobijediti u ovoj bitci."

## Snimanje
Madonna je izabrala Nilea Rodgersa kao glavnog producenta albuma i to ponajviše zbog njeovog rada s Davidom Bowiem na njegovom albumu Let's Dance. Rodgers je imao reputaciju iskusnog glazbenika, čovjeka koji stvara glazbene osobe u studijima. Sa svojim partnerom Bernardom Edwardsom, Rodgers je 1970-ih godina oformio sastav pod nazivom Chic. Nakon sedam godina, Rodgers napušta sastav u želji da ostvari samostalnu karijeru, a završava kao suradnik Davida Bowiea na njegovom albumu Let's Dance. Madonna je bila impresionirana albumom i naslovonom pjesmom "Let's Dance", te je željela sličan pristup za njezin novi album. Komentirala je: "Kada sam radila na albumu, bila sam toliko uzbuđena i sretna što radim s Nile Rodgersom. Favorizirala sam Nilea zbog njegovog cijelog Chic perioda. Nisam mogla vjerovati da mi je diskografska kuća dala novac da mogu raditi s njim." Rodgers je Madonnu prvi puta vidio na njenom nastupu u New Yorku 1983. godine. U razgovoru za Time, Rodgers je rekao: "Otišao sam u klub vidjeti nastup neke druge žene, ali kada sam došao, tamo je bila Madonna. Svidio mi se njezin nastup pa smo se upoznali odmah poslije. U glavi sam razmišljao 'Ona je zvijezda', ali tada još nije bila. Od tada sam želio postići suradnju s njom, a album Like a Virgin činio se kao odlična prilika. Album je snimljen u Power Station studiju u New Yorku u vrlo kratkom vremenu. Rodgers je pozvao svoje stare kolege iz sastava Chic za pomoć. Inače, Edwards je bio basist, a Tony Thompson bubnjar. Rodgers je htio biti gitarist, ali je Edwards u zamjenu za svoju pomoć tražio da to bude on.
Snimanja nisu započimala do popodneva jer bi Rodgers uživao u noćnom životu i partijima te nije moga raditi rano ujutro. Jutarnji termin nije odgovarao ni Madonni jer je posjećivala "plivalište na Upper West Side – gdje sam plivala, te poslije hodala do studija. Nisam mogla doći rano ujutro." Rodgers se sjeća da je Madonna bila pravi radnik i nevjerojatno uporna. Rekao je: "Uvijek sam iznenađen Madonninom sposobnošću prosuđivanja kada je u pitanju pop glazba. Nikada nisam upoznao nekoga tko to radi bolje, i to je istina. Kada smo snimili album, to je bila jedna savršena cjelina, i to sam znao od prvog dana snimanja u studiju. To je između nas bilo izrazito nabijeno seksualnošću, strastvenošću, a nadasve kreativno... to je bio pop."
Jason Corsaro, audio inženjer, natjerao je Rodgersa na korištenje digitalnog snimanja, nove tehnike u to vrijeme za koju je Corsaro vjerovao da je budućnost snimanja. Kako bi uvjerio ostale, Corsaro je koristio Sony 3324 24-track digitalni snimač i Sony F1 2-track. Madonna je snimila glavne dijelove pjesama u maloj piano sobi studija C, također poznatoj i kao R&B soba Power Station studija. Kada je takva vrsta snimanja naišla na odobrenje svih, Robert Sabino je dodao dionice klavijatura i glasovira. Iako nije bilo potrebno, Madonna je bila prisutna svake minute za vrijeme snimanja i obradi, Corsaro je komentirao: "Nile je bio tamo većinu vremena, ali ona je bila tamo cijelo vrijeme. Nije odlazila."

## Naslovnica i ime albuma
Slike s naslovnice je snimio Steven Meisel, koji je postao stalni suradnik u sobi St. Regis Hotela. Madonna je htjela provokativno ime za album, i to ono koje će povezivati njezino ima Madonna i isto takvo ime koje su u kršćanskoj zajednici odnosi na Djevicu Mariju, te na koncept bezgrešnog začeća. Dok je naslovna pjesma aludirala na ovu povezanost, Madonna je htjela da naslovnica šalje različite poruke. Madonna na slici leži na svilenoj plahti, ima buket cvijeća u krilu, nosi vjenčanicu, te sve to navodi na mišljenje o Madonni kao izrazitoj fetišistici i seksualnoj osobi. Pream riječima Grahama Thompsona, autora knjige Američka kultura u 1980-ima, Madonnina šminka, kosa i rukavice pretvorili su Madonninu sliku lik čežnje. Ovo je naglašeno kasnije s remenom, na kojem vidljivo piše "Boy Toy". Dodao je i: "Slika Madonne je bila dvosmislena i nejasna, i temeljila se na činjenici da Madonna nije sebe prikazivala kao objekt ćežnje, nego kao ženski subjekt čežnje."
Erlewine je komentirao da je "slika Stevena Meisela [...] ključ njezinog re-izuma kao i glazba na albumu za sebe." William McKeen, autor knjige Rock and roll is here to stay: an anthology, je bio mišljenja da je slika još jedan okidač i potvrda činjenici da je Madonna bila najvažnija modna ikona ženama i mladim djevojkama te ere, epitop za cool. Madonna je rekla: "Uvijek sam se voljela igrati mačke i miša s konvencionalnim stereotipima. Moja naslovnica albuma Like a Virgin je klasični primjer. Ljudi su se pitali tko sam ja- Djevica Marija ili kurva? To su dvije ektremne slike žene koje sam znala živo, sjećela se iz djetinjstva, i željela sam se igrati s njima. Htjela sam vidjeti mogu li ih spojiti zajedno, Djevicu Mariju i kurvu kao jedno. Fotografija je iskaz neovisnosti, ako žeiš biti djevica, samo naprijed. Ako želiš biti kurva, tvoje je pravo da to budeš."

## Komercijalni uspjeh
Snimanje albuma Like a Virgin je dovršeno u travnju 1984., ali je objavljivanje odgođeno zbog prodaje debitantskog albuma koji se približio prodaji od 2 milijuna primjeraka u Sjedinjenim Državama. Album je debitirao na trećem mjestu Billboard 200, te je u prvih deset ostao sljedeći mjesec, prije nego što je 9. veljače 1985. dospio na vrh ljestvice i na vrhu ostao tri tjedna. Na Top R&B/Hip-Hop Albums ljestvici je dospio na deseto mjesto. U srpnju 1985., Like a Virgin je postao prvi album ženskog izvođača koji je dobio peterostruku platinastu certifikaciju. Kasnije je albumu Recording Industry Association of America (RIAA) dodijelila deseterostruku platinastu (dijamantnu) certifikaciju za prodanih deset milijuna primjeraka u Sjedinjeim Državama. U Kanadi je album debitirao na 78. mjestu RPM Albums Chart. Svoj vrhunac na trećem mjestu je dosegao 16. veljače 1985. Na ljestvici je bio 74 tjedna, te mu je kao i u Sjedinjenim Državama, Canadian Recording Industry Association (CRIA)dodijelila dijamantnu certifikaciju za prodanih milijun primjeraka. Like a Virgin je šesti najprodavaniji album RPM Top 100 Albums 1985.
U Ujedinjenom Kraljevstvu, Like a Virgin je debitirao na 74. mjestu UK Albums Chart 12. siječnja 1985. Međutim, album se uzdizao na ljestvici, te je konačno nakon osam mjeseci dospio na vrh ljestvice. Na vrhu je proveo dva tjedna, a sveukupno na ljestvici 152 tjedna. Album je zaradio trostruku platinastu certifikaciju od British Phonographic Industry (BPI) za distribuciju 1.8 milijuna primjeraka. U Francuskoj je album debitirao na petom mjestu i tamo ostao pet tjedana, te je počeo padati s ljestvice. SNEP je albumu dodijelio dvostruku platinastu certifikaciju za prodaju 200.000 primjeraka albuma. U Australiji je album debitiao i dosegao vrh na drugom mjestu Kent Music Report ljestvice, te mu je Australian Recording Industry Association (ARIA) dodijelila sedmerostruku platinastu vertifikaciju za prodanih 500.000 primjerala. Na vrh ljestvice je album došao i na Novom Zelandu, te je dobio peterostruku platinastu certifikaciju za prodanih 75.000 primjeraka albuma. Like a Virgin se na vrh ljestvica popeo još u Njemačkoj, Italiji, Nizozemskoj i Španjolskoj, dok se u Top 5 našao u mnogim drugim državama poput Austrije, Japana, Švedske i Švicarske. Do danas je proddano 21 milijun primjeraka albuma u cijelom svijetu, te je album postao jedan od najprodavanijih albuma svih vremena.

## Popis pjesama
| 1.    | »Material Girl«                | Peter Brown, Robert Rans        | Nile Rodgers          | 3:39 |
| 2.    | »Angel«                        | Madonna, Stephen Bray           | Nile Rodgers          | 3:39 |
| 3.    | »Like a Virgin«                | Tom Kelly, Billy Steinberg      | Nile Rodgers          | 3:39 |
| 4.    | »Over and Over«                | Madonna, Stephen Bray           | Nile Rodgers          | 4:12 |
| 5.    | »Love Don't Live Here Anymore« | Miles Gregory                   | Nile Rodgers          | 4:50 |
| 6.    | »Into the Groove«              | Madonna, Stephen Bray           | Madonna, Stephen Bray | 4:43 |
| 7.    | »Dress You Up«                 | Andrea LaRusso, Peggy Stanziale | Nile Rodgers          |      |
| 8.    | »Shoo-Bee-Doo«                 | Madonna                         | Nile Rodgers          | 4:30 |
| 9.    | »Pretender«                    | Madonna, Stephen Bray           | Nile Rodgers          | 4:30 |
| 10.   | »Stay«                         | Madonna, Stephen Bray           | Nile Rodgers          | 4:06 |
| 43:10 |                                |                                 |                       |      |

"Into the Groove" je jedino bio dostupan na re-izdanju iz 1985. Nije bio uključen na album na američkom tržištu i izdanju iz 2001.
| 10. | »Like a Virgin« (Extended Dance Remix) | Tom Kelly, Billy Steinberg | John Benitez | 6:08 |
| 11. | »Material Girl« (Extended Dance Remix) | Peter Brown, Robert Rans   | John Benitez | 6:07 |

## Uspjeh na ljestvicama
| Ljestvica (1984–85)       | Pozicija |
| ------------------------- | -------- |
| Australija                | 2        |
| Austrija                  | 3        |
| Danska                    | 22       |
| Francuska                 | 5        |
| Italija                   | 1        |
| Japan                     | 2        |
| Kanada                    | 3        |
| Nizozemska                | 1        |
| Norveška                  | 6        |
| Novi Zeland               | 1        |
| Njemačka                  | 1        |
| Španjolska                | 1        |
| Švedska                   | 3        |
| Švicarska                 | 3        |
| Ujedinjeno Kraljevstvo    | 1        |
| US Billboard 200          | 1        |
| US Top R&B/Hip-Hop Albums | 10       |

| Država                 | Certifikacija  |
| ---------------------- | -------------- |
| Australija             | 7× Platinasta  |
| Finska                 | Zlatna         |
| Francuska              | 2× Platinasta  |
| Hong Kong              | Platinasta     |
| Kanada                 | 10× Platinasta |
| Novi Zeland            | 5× Platinasta  |
| Njemačka               | 3× Zlatna      |
| Španjolska             | Platinasta     |
| Švicarska              | 2× Platinasta  |
| Ujedinjeno Kraljevstvo | 3× Platinasta  |
| Sjedinjene Države      | 10× Platinasta |

### Singlovi
| Godina                                                | Singl             | Pozicija | Pozicija | Pozicija | Pozicija | Pozicija | Pozicija | Pozicija | Pozicija | Pozicija | Pozicija | Certifikacija             |
| Godina                                                | Singl             | US       | US Club  | AUS      | AUT      | KAN      | FRA      | GER      | ITA      | SUI      | UK       | Certifikacija             |
| ----------------------------------------------------- | ----------------- | -------- | -------- | -------- | -------- | -------- | -------- | -------- | -------- | -------- | -------- | ------------------------- |
| 1984                                                  | "Like a Virgin"   | 1        | 1        | 1        | 8        | 1        | 8        | 4        | 16       | 9        | 3        | - US: Zlatna - UK: Zlatna |
| 1985                                                  | "Material Girl"   | 2        | 1        | 4        | 8        | 4        | 47       | 13       | 18       | 15       | 3        | - UK: Srebrna             |
| 1985                                                  | "Angel"           | 5        | 1        | 1        | —        | 5        | —        | 31       | —        | 17       | 5        | - US: Zlatna              |
| 1985                                                  | "Into the Groove" | —        | 1        | 1        | 6        | —        | 2        | 3        | 1        | 2        | 1        | - US: Zlatna - UK: Zlatna |
| 1985                                                  | "Dress You Up"    | 5        | 3        | 5        | —        | 10       | 18       | 20       | 16       | 20       | 5        | - UK: Srebrna             |
| "—" singl nije izdan ili se nije pojavio na ljestvici |                   |          |          |          |          |          |          |          |          |          |          |                           |